# 信田邦雄
信田 邦雄 （のぶた くにお、1937年3月10日 - ） は、日本の政治家、元参議院議員（当選1回）。北海道北見市出身。

## 来歴
北海道北見仁頃高等学校卒業。北海学園大学経済学部2部中退。北見市で農業を営む。1994年（平成6年）北海道農民連盟本部書記長、北見市農協理事、1997年（平成9年）北海道農民連盟委員長を経て1998年の第18回参議院議員通常選挙に民主党公認で比例区より出馬するが、落選。その後、2002年に今井澄の死去により繰り上げ当選する。
2004年の参院選では再び比例区より出馬するが、26名中20位で次点となり落選。この選挙に際し、北見地区農民連盟の幹部らが買収を行ったとして公職選挙法違反で起訴され、2005年4月27日に東京高等裁判所より連座制の適用を受け、参議院比例区からの5年間の立候補禁止とされた。
北海学園北見短期大学経営学科非常勤講師（1999年-2002年）を務めたこともある。

## 政治的主張
- ヨーロッパ型の直接所得補償の実施を長年訴え続けた。
- 選択的夫婦別姓制度導入に賛成[1]。
- 2003年、静岡空港建設反対の国会議員署名活動で署名者に加わっている[2]。